# Эльбузд (река)
Эльбу́зд — река в Ростовской области и Краснодарском крае России. Длина — 55 км.
Исток и устье находятся в Ростовской области. Является левым притоком реки Кагальник. В пределах Краснодарского края находится почти 27 км среднего течения реки Эльбузд. Название реки происходит от фамилии черкесских владетельных князей.
Имеет правый приток — реку Россошь.

## Литература

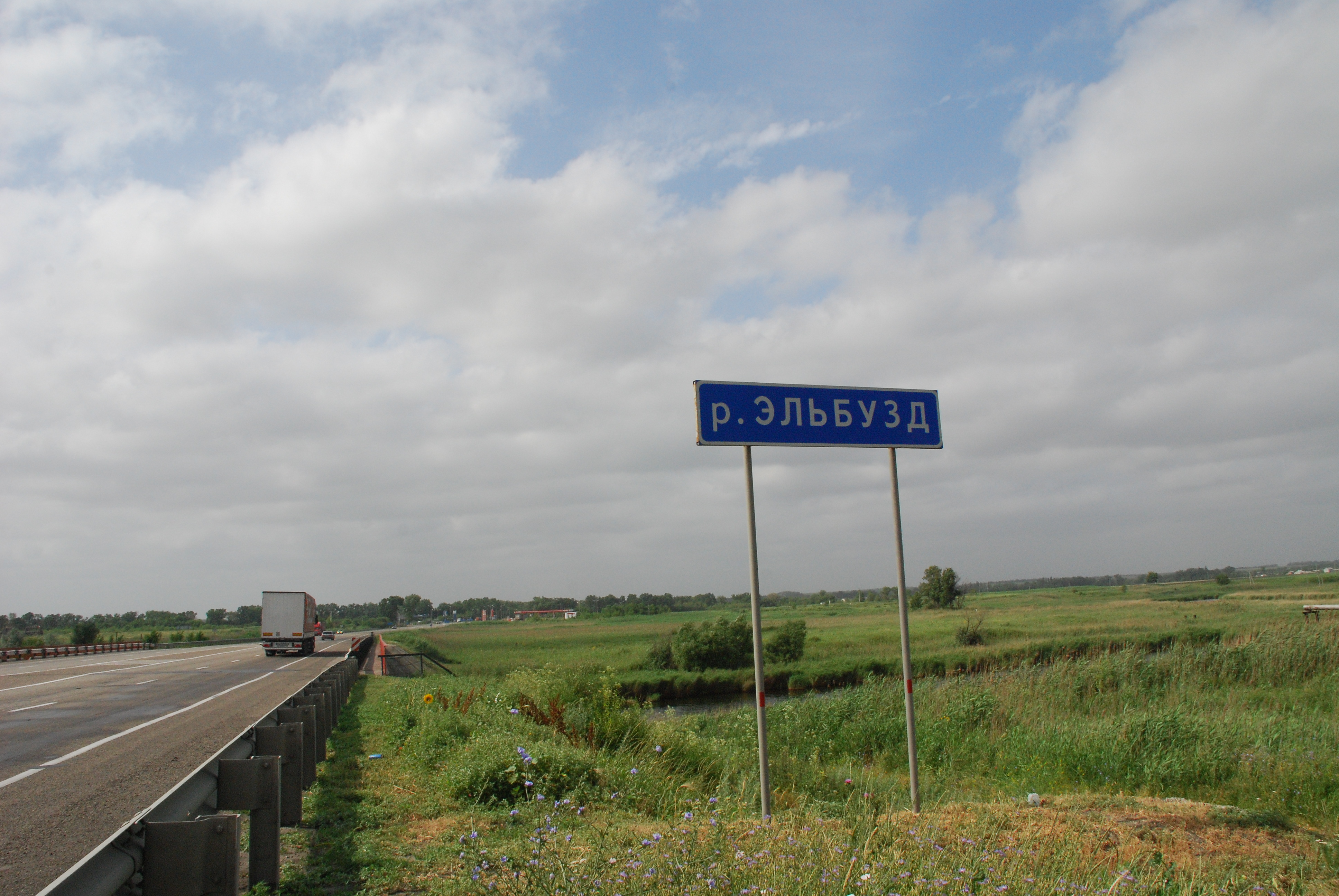
Дорожный указатель